# Architektura islamu

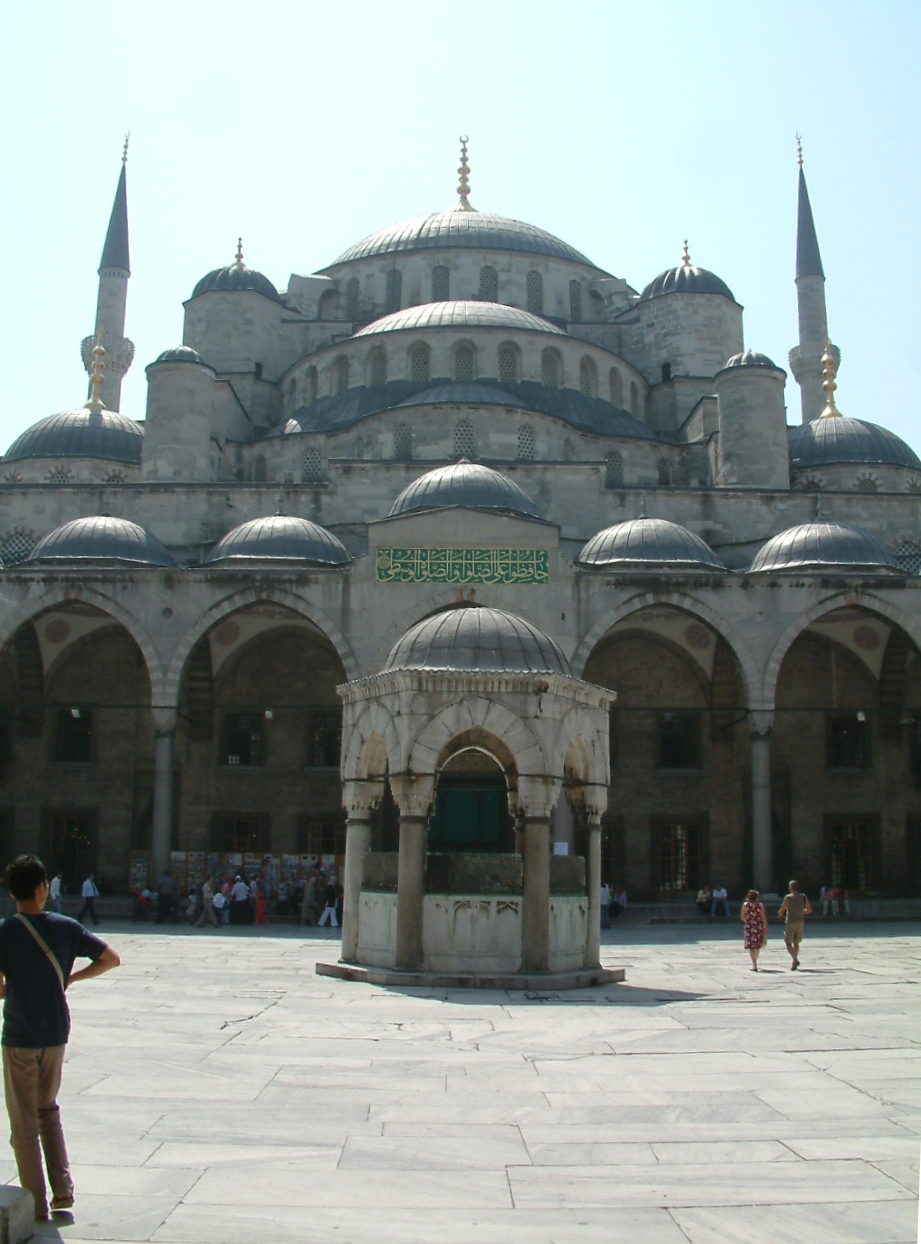
Wewnętrzny dziedziniec Błękitnego Meczetu w Stambule

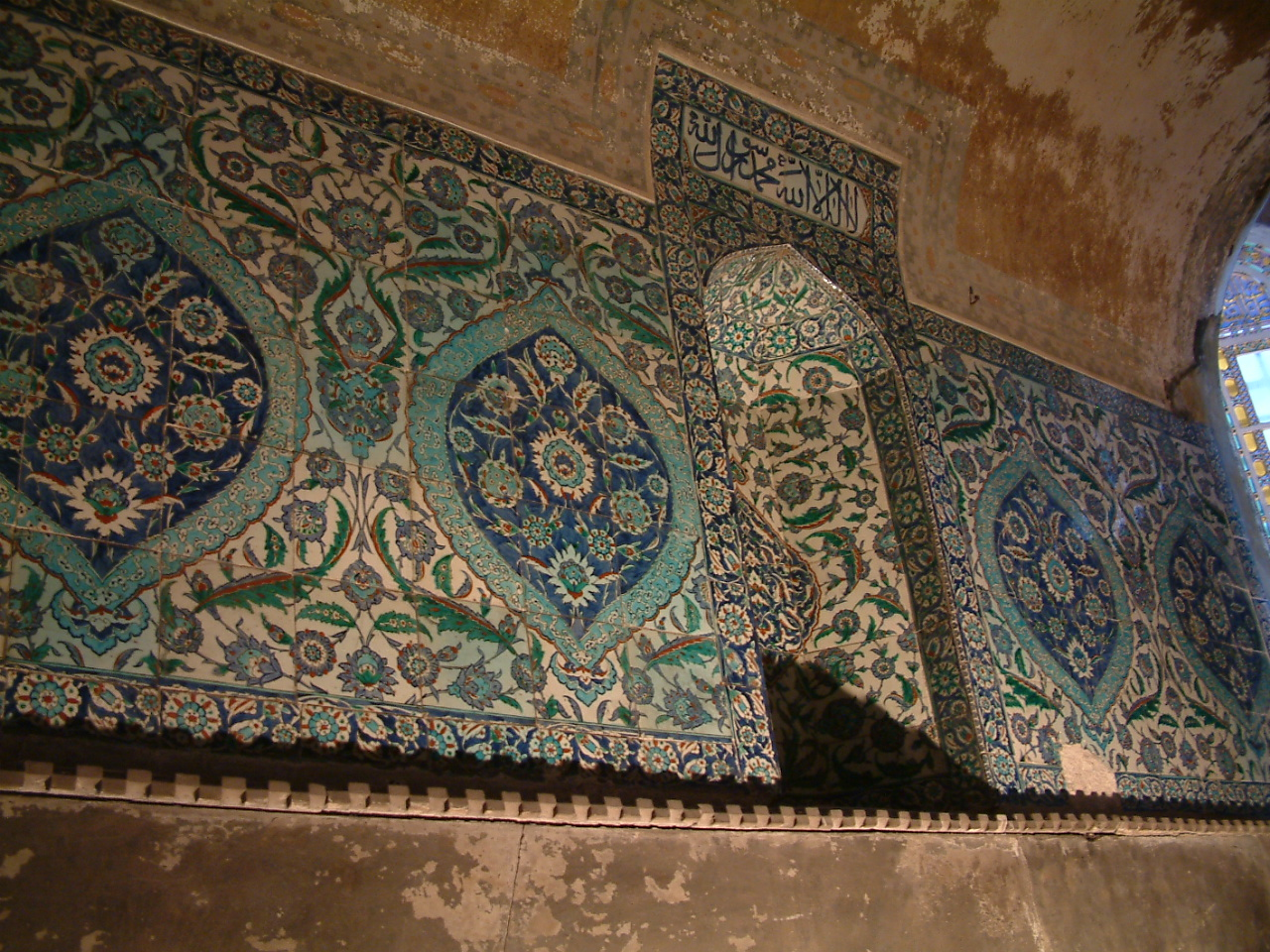
Mozaika w Hagia Sofii

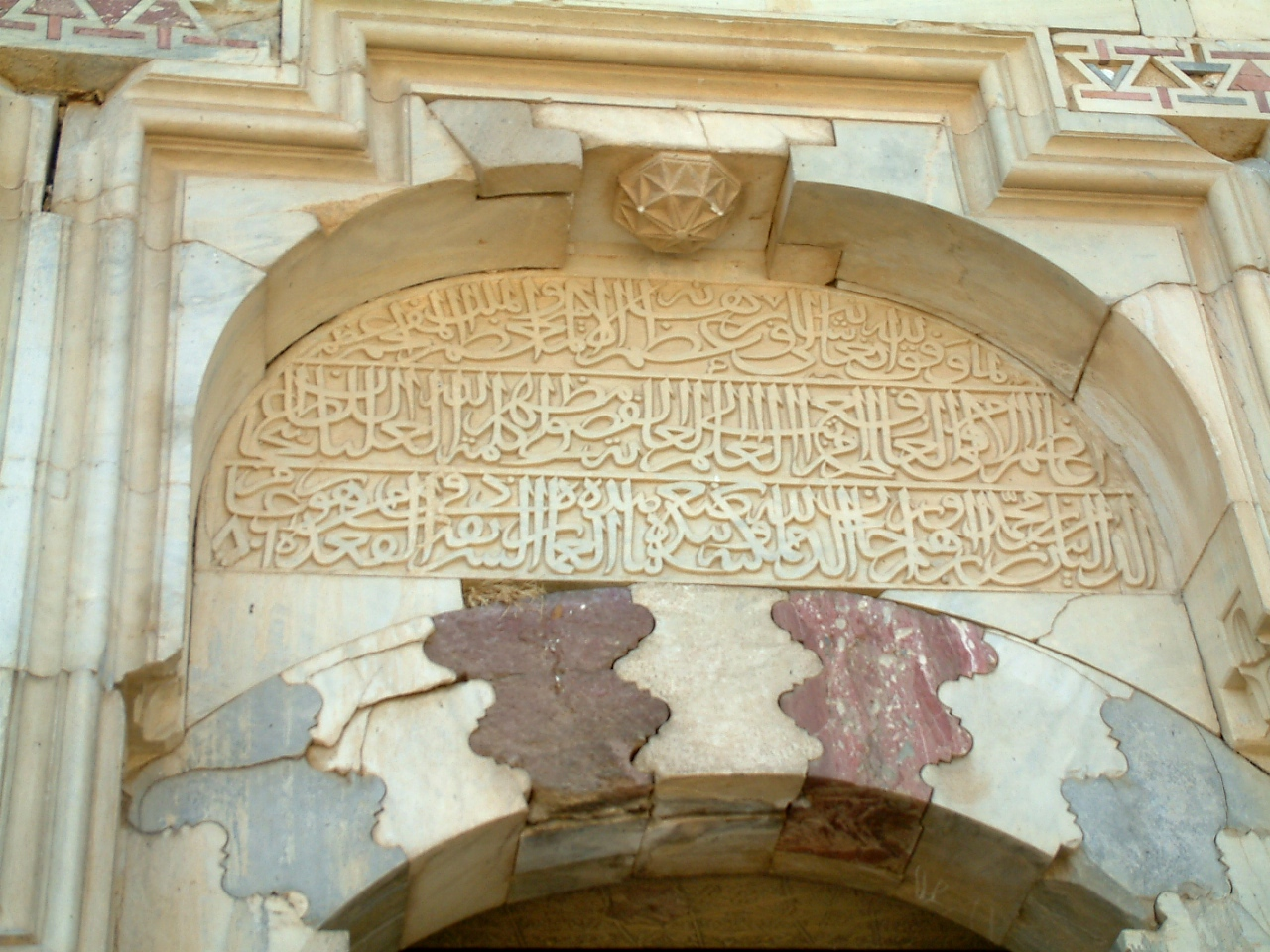
Ozdobny napis nad wejściem do meczetu

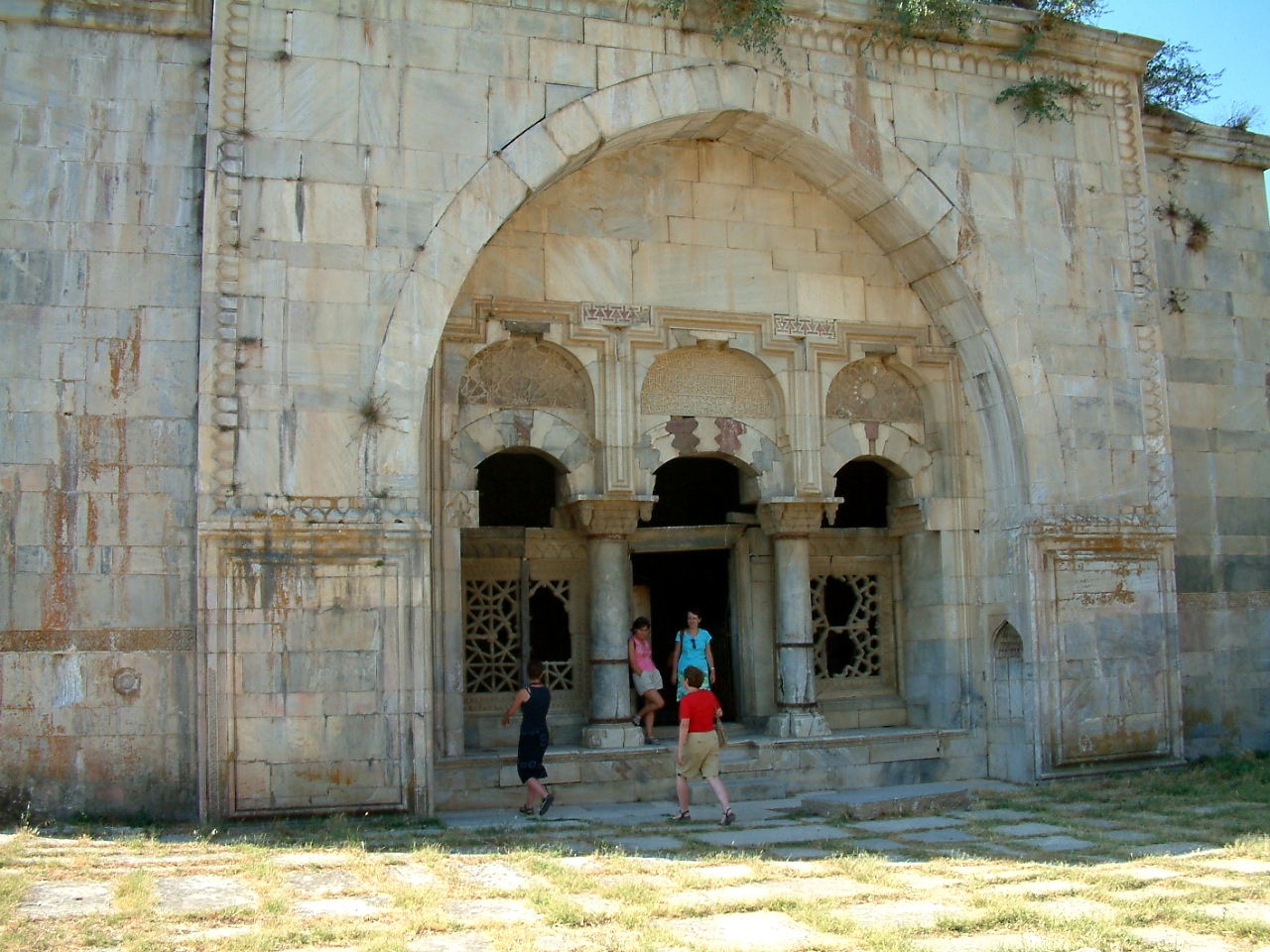
Wejście do meczetu z XV w. zbudowanego przez Ilyas Beya (Milet)

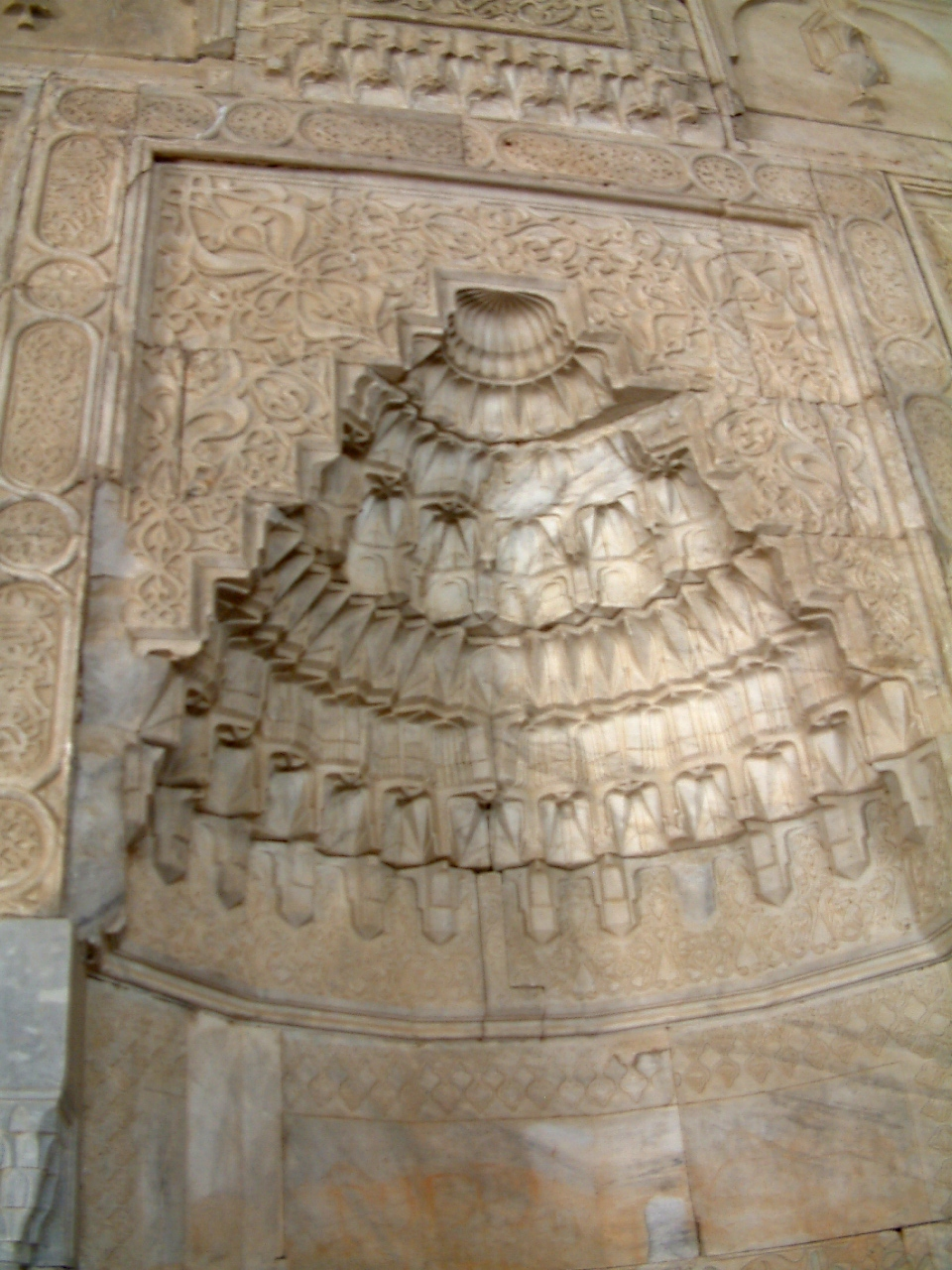
Charakterystyczne motywy zdobnicze

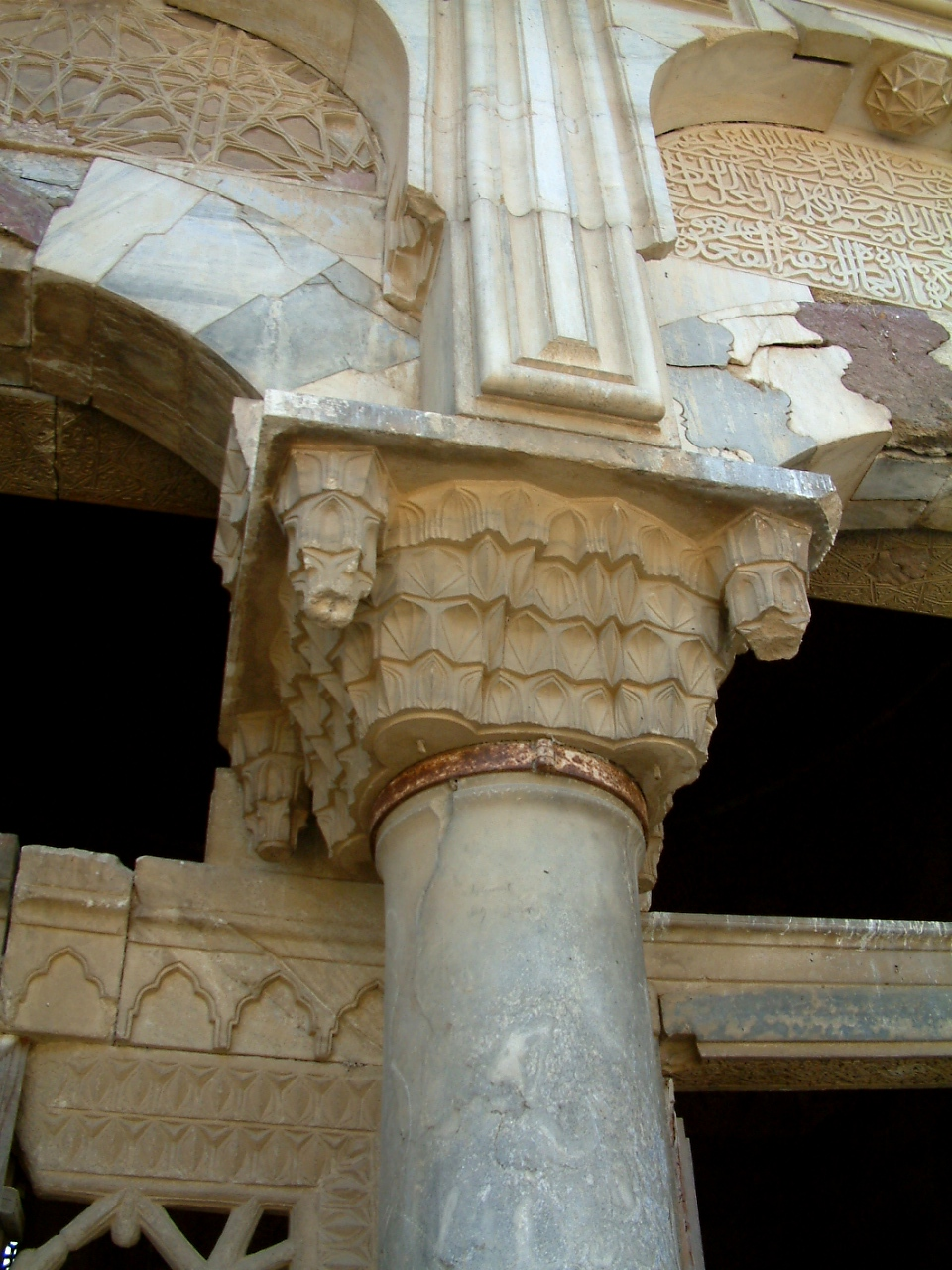
Stalaktytowa głowica kolumny, charakterystyczna dla architektury islamu

Architektura islamu – obejmuje wszelkie zjawiska architektoniczne będące wytworem islamu jako zjawiska społecznego, kulturowego, politycznego i religijnego. Stąd obejmuje zarówno budynki służące celom kultowym, jak i świeckim, historyczne jak i współczesne, a także twórczość ośrodków będących pod wpływem islamu.

## Charakterystyczne elementy architektury islamskiej
- kopuły oparte na kolistych murach, pendentywach lub trompach często złożonych z maleńkich celek lub pionowo spiętrzonych stalaktytów; łuki kopuł i sklepień mają często przekrój wydłużonych półelips, parabol.
- występują łuki podkowiaste i wielolistne. Zwłaszcza na terenie Indii można spotkać łuki zaczynające się w strefie zewnętrznej linią wybrzuszoną, która przechodzi w linie proste stykające się w osi otworu pod kątem rozwartym.
- meczety z minaretami
- wielkie dziedzińce są często połączone z centralną salą modlitw
- dekoracja za pomocą geometrycznych i powtarzalnych ornamentów (arabesek)
- częste używanie dekoracyjnego kaligrafowanego pisma jako ornamentu
- skierowanie uwagi raczej na przestrzeń wewnętrzną niż zewnętrzną budowli
- rzadkie są przedstawienia figuralne (ludzi i zwierząt). Częstym motywem są - zazwyczaj stylizowane i uproszczone - liście roślin. Wystrój wykonywany w formie malowideł lub mozaiki z płytek fajansowych o jaskrawych, nasyconych barwach, spotykany jest zarówno na płaszczyznach ścian, jak i wewnętrznej powierzchni kopuł.
- kolumny o głowicach w formie stalaktytów, spiętrzonych belek i rozłożystych wachlarzy
- architektura islamu jest często nazywana „architekturą zasłony”, gdyż jej piękno leży w przestrzeniach wewnętrznych (dziedzińcach i pokojach), które nie są widoczne z zewnątrz.
- użycie monumentalnych form, takich jak wielkie kopuły, wysokie minarety i duże dziedzińce, ma sprawiać wrażenie siły i potęgi.

## Wpływy innych kultur na architekturę islamu
Charakterystyczny dla islamu styl rozwinął się wkrótce po śmierci proroka Mahometa w 632 r. Od początku korzystała ona z dorobku architektury starożytnego Rzymu, Egiptu, a także architektury perskiej i bizantyjskiej. Wczesnym przykładem takiego może być meczet Kopuły Skały w Jerozolimie ze sklepionymi przestrzeniami wewnątrz, okrągłą kopułą i użyciem powtarzalnych elementów dekoracyjnych.
Wielki Meczet w Samarze w Iraku, ukończony w 847, składa się z hipostylowej sali z rzędami kolumn, na której wspiera się wielki spiralny minaret.
Nie do końca wyjaśniony jest wpływ architektury islamu na rozwój gotyku w Europie.

## Architektura mauretańska
Specyficzne formy architektury islamskiej powstały na terenach Hiszpanii i Północnej Afryki wraz z podbojem tych terenów przez Arabów w VIII w. Były to obszary wzajemnych wpływów islamu i kultury zachodniej Europy. Na rok 785 datuje się budowę Wielkiego Meczetu w Kordowie. Najwybitniejszym osiągnięciem architektury mauretańskiej jest wspaniały obronny pałac Alhambra w Grenadzie. Architektura chrześcijańska powstała na terenach objętych władzą muzułmanów nazywana jest architekturą mozarabską.